# Аммельдинген-Нойербург
Аммельдинген-Нойербург (нем. Ammeldingen bei Neuerburg) — община в Германии, в земле Рейнланд-Пфальц. 
Входит в состав района Айфель-Битбург-Прюм. Подчиняется управлению Нойербург.  Население составляет 270 человек (на 31 декабря 2010 года). Занимает площадь 4,49 км².